# Michael Deiter
Michael Deiter (Curtice, Ohio, 3 de septiembre de 1996) es un jugador profesional estadounidense de fútbol americano que se desempeña en la posición de center en Houston Texans, equipo de la National Football League (NFL).

## Carrera
Fue seleccionado en la tercera ronda en la Reunión Anual de Selección de Jugadores de la NFL de 2019. Hizo su debut profesional con el equipo Miami Dolphins, en el cual jugó cuatro temporadas (2019-2023), luego pasó a Houston Texans, donde lleva jugando una temporada.